# Ostracion trachys
Az Ostracion trachys a csontos halak (Osteichthyes) főosztályának sugarasúszójú halak (Actinopterygii) osztályába, ezen belül a gömbhalalakúak (Tetraodontiformes) rendjébe és a bőröndhalfélék (Ostraciidae) családjába tartozó faj.

## Előfordulása
Az Ostracion trachys elterjedési területe az Indiai-óceán nyugati részén van, a Mauritius és a Réunion szigetek környékén.

## Megjelenése
Ez a halfaj legfeljebb 11 centiméter hosszú.

## Életmódja
Az Ostracion trachys tengeri halfaj, amely a korallzátonyokat kedveli. 15-30 méteres mélységben tartózkodik. Az üregek, hasadékok közelét keresi, ahová veszélyhelyzetben megbújik.